# Nokia Asha 305
Le Nokia Asha 305 est un téléphone « Full Touch » (Entièrement tactile) sous Nokia's 
Series 40. Il a été annoncé à Bangkok par Nokia parmi d'autres modèles Asha Full Touch - les Nokia Asha 306 et 311. Sa principale caractéristique réside dans son écran tactile résistif et le dual SIM (double SIM).

## Historique et disponibilité
Le Nokia Asha 305 a été annoncé à Bangkok par Nokia, et rendu globalement disponible dès le troisième trimestre 2012. Son prix suggéré a été fixé à €63 hors taxes.

## Hardware- Matériel
1 GHz

### Écran et connectique
Le Nokia Asha 305 d'un écran résistif 3" (multipoint) avec une définition de 240 × 400 pixels (QVGA). Selon Nokia, il dispose d'une définition de 65 000 couleurs.
Le dos de l'appareil photo dispose d'une profondeur de champ augmentée (sans zoom optique), sans flash mais avec un zoom numérique 4× pour vidéo et photo. Le capteur est de 2 mégapixels avec une ouverture focale de f/2.8 et une distance de 50 cm à l'infini. Il enregistre des vidéos jusqu'à 176 × 144 px à 10 images par seconde en son mono.